# Xabarín
Xabarín es un jabalí gallego, antropomorfo, protagonista del programa infantil de la Televisión de Galicia, "Xabarín Club".
El personaje surgió en 1994 como una creación del guionista Antonio Blanco y el artista gráfico Miguelanxo Prado, siendo el programa un espacio tanto educacional como de entretenimiento, siempre con la conducción de "Xabarín", incluyendo videoclips, dibujos animados y noticias que interesan al público infantil y preadolescente.
Respecto a la personalidad del personaje, uno de sus creadores, Antonio Blanco, lo definió en estas palabras:
"En su idiosincrasia, la mascota Xabarín, viene a mezclar la identidad de Huckleberry Finn, Don Gato, Bart Simpson y Parker Lewis para aparecer a ojos de sus compañeros -la típica pandilla de cabecera- como libre y rebelde. Al mismo tiempo, sarcástico y tierno, siempre se muestra crítico con el mundo de los adultos pues es muy consciente de todas sus miserias... "
El músico y showman Juanillo Esteban le ha dado voz a Xabarín desde sus inicios en los años '90, mientras que el programa incluye e incluyó -entre otros- nombres como Luis Tosar, Manolo Romón, Carlos Portela, Manuel Manquiña o Silvia Superstar.
En 1999, Xabarín protagonizó el telefilme “Os vixilantes do camiño”.